# ジロ・デ・イタリア 1960
ジロ・デ・イタリア 1960(Giro d'Italia 1960) は、自転車による競走である「ジロ・デ・イタリア」の43回目のレースである。1960年5月19日から6月9日まで行なわれた。全21ステージ、全行程3579km。ジャック・アンクティルが、フランス国籍選手として初めてジロ・デ・イタリアで総合優勝を果たした。 

## 総合成績
|    | 選手名                   | 国籍           | 時間           |
| -- | ------------------------ | -------------- | -------------- |
| 1  | ジャック・アンクティル   | フランス       | 94時間03分54秒 |
| 2  | ガストネ・ネンチーニ     | イタリア       | + 28秒         |
| 3  | シャルリー・ゴール       | ルクセンブルク | + 3分51秒      |
| 4  | イメリオ・マッシニャン   | イタリア       | + 4分06秒      |
| 5  | ヨス・フヴェナールス     | ベルギー       | + 5分53秒      |
| 6  | ギド・カルレージ         | イタリア       | + 6分28秒      |
| 7  | アルナルド・パンビアンコ | イタリア       | + 8分32秒      |
| 8  | ディエゴ・ロンキーニ     | イタリア       | + 9分28秒      |
| 9  | エドゥアール・ドルベルグ | フランス       | + 12分29秒     |
| 10 | アゴスティーノ・コレット | イタリア       | + 13分10秒     |

## マリア・ローザ保持者
| 選手名                   | 国籍     | 区間               |
| ------------------------ | -------- | ------------------ |
| ディーノ・ブルーニ       | イタリア | 第1                |
| ロメオ・ヴェントゥレッリ | イタリア | 第2                |
| ジャック・アンクティル   | フランス | 第3-第5、第14-最終 |
| ヨス・フヴェナールス     | ベルギー | 第6-第13           |

## 山岳賞
| 山岳賞 | リック・ファン・ローイ |
| 2位    | イメリオ・マッシニャン |
| 3位    | ガストネ・ネンチーニ   |